# Czas ludzi cienia
Czas ludzi cienia – szósty studyjny album polskiej grupy muzycznej Sweet Noise, wydany 3 sierpnia 2002 przez trzy wytwórnie: Jazz'N'Java, Noise Inc oraz EMI. Płyta dotarła do 9. miejsca listy OLiS w Polsce

## Lista utworów
Źródło.
| Nr  | Tytuł utworu                                                             | Autorzy           | Długość |
| --- | ------------------------------------------------------------------------ | ----------------- | ------- |
| 1.  | „System”                                                                 | Glaca, Magic      | 0:49    |
| 2.  | „N.U.E.R.H.A.”                                                           | Glaca, Magic, Tod | 3:21    |
| 3.  | „Jesteś...?”                                                             | Glaca, Magic, Tod | 5:24    |
| 4.  | „Dzisiaj mnie kochasz, jutro nienawidzisz” (gościnnie: Anna Maria Jopek) | Glaca, Magic      | 6:05    |
| 5.  | „Nie było”                                                               | Glaca, Magic      | 3:48    |
| 6.  | „Skurwiel”                                                               | Glaca, Magic      | 5:09    |
| 7.  | „Patrz”                                                                  | Glaca, Magic      | 5:18    |
| 8.  | „Gdzie jesteś”                                                           | Glaca, Magic      | 5:42    |
| 9.  | „Wszystko”                                                               | Glaca, Magic      | 4:28    |
| 10. | „Z ukrycia i cienia”                                                     | Glaca, Magic      | 3:58    |
| 11. | „W tobie”                                                                | Glaca, Magic      | 4:08    |
| 12. | „Ostatni dzień”                                                          | Glaca, Magic      | 4:46    |
| 13. | „Manipulacja”                                                            | Glaca, Magic      | 5:33    |
| 14. | „Showshit”                                                               | Magic, Thomas     | 4:14    |
| 15. | „Czas”                                                                   | Glaca, Magic      | 2:56    |
| 16. | „utwór ukryty”                                                           | Glaca, Magic      | 1:07    |
|     |                                                                          |                   | 1:06:46 |

## Twórcy
Źródło.
| - Piotr „Glaca” Mohamed – wokal prowadzący, słowa, miksowanie - Tomasz „Magic” Osiński – gitara rytmiczna, gitara prowadząca, miksowanie - Henry Tod – gitara basowa - Karol „Toy” Skrzyński – perkusja - Tomasz „DJ Kostek” Kościelny – gramofony - Adam Toczko – miksowanie | - Tom Meyer – mastering - Sara Mohamed – głos (utwór 2) - Anna Maria Jopek – wokal wspierający (utwór 4) - Krzysztof Sytek – bity, instrumenty klawiszowe (utwór 3, 4, 7) - Red – bity (utwory 1, 5, 8) |

## Opis
- Tytułowi ludzie cienia to według Glacy osoby, które mają dość sytuacji, której nie akceptują, sprzeciwiający się manipulacji i pragnący żyć w świecie, w na który sami mają wpływ[6]. Autorem tekstów piosenek był Piotr „Glaca” Mohamed[7].
- Otwierający album "System" stanowi skit, stworzony na potrzeby festiwalu Przystanek Woodstock 2001. Tekst utworu oznacza rozumienie przez Glacę systemu tj. rasizm, krew, korupcja, niewolnictwo[7].
- Drugi utwór na płycie pt. "N.U.E.R.H.A." powstał jako pierwszy przy jej powstawaniu[7]. Pierwotnie tekst został napisany w języku angielskim, jednak podjęto decyzję, aby płyty była w języku polskim[7]. W utworze pojawia się głos 2-letniej córki Glacy, Sary[7].
- Słowa piosenki "Jesteś" oznaczają odrzucenie fałszywych bogów i proroków[7].
- Kompozycja utworu "Dzisiaj mnie kochasz, jutro nienawidzisz" została oparta na riffie, który Glaca wykonywał przez kilka wcześniejszych lat[7]. Produkcja muzyczna piosenki trwała przez długi czas z uwagi na wielokrotne próby różnych brzmień[7]. W sferze przekazy, według Glacy, jest to najbardziej dramatyczny utwór na albumie i stanowi hołd dla połamanych kwiatów, którzy podjęli walkę z systemem[7]. W słowach utworu zostali wymienieni Malcolm X, John Lennon, ks. Jerzy Popiełuszko, a ponadto autor tekstu przywołał osobę Marka Kotańskiego[7]. W piosence gościnne wystąpiła Anna Maria Jopek[7].
- Utwór "Nie było" odnosi się do rozstań i rozczarowań, dotycząc rozejść się osób także w świecie muzycznym[7].
- Słowa utworu "Patrz" pierwotnie zostały napisane przez Glacę jako felieton przeznaczony do opublikowania w portalu internetowym, jednak ostatecznie nie ukazały się tam[7]. Według niego jest to strumień myśli[7].
- Utwór "Gdzie jesteś" został zadedykowany raperowi Magikowi[7].
- Tekst utworu "W tobie" został napisany w odniesieniu do byłego członka Sweet Noise, którzy odszedł z zespołu[7].
- Słowa piosenki "Ostatni dzień" powstały z inspiracji zamachami z 11 września 2001 kilka dni po tych wydarzeniach[7].
- Głównym motywem słownym utworu "Manipulacja" jest zdanie Poznałem dzieciaka, zaciskał pięści[6][7]. Odnoszą się one do koncertu w Koszalinie, gdy Glaca zauważył wówczas fana grupy zaciskającego pięść pod sceną[6]. Będący wówczas w kryzysie twórczym wokalista nabrał pewności do zrealizowania nowego albumu[6].
- W utworze "Showshit" partie wokalne wykonał Thomas, fan Sweet Noise poznany przez członków grupy na jednym z koncertów na Śląsku[7]. Słowa piosenki stanowią sprzeciw wobec show-businessu muzycznego i zachowań tzw. gwiazd[7].